# 1328
1328 (MCCCXXVIII) var ett skottår som började en fredag i den julianska kalendern.

## Händelser

### Maj
- 12 maj – Pietro Rainalducci utses till motpåve under namnet Nicolaus V.

### September
- 5 september – Jordbrukskolonister, birkarlar, samer och renskötare får samma intäktsrätt i Norrbotten genom den så kallade Täljestadgan.

### Okänt datum
- Tribhuwana Wijayatunggadewi blir regrande drottning i Majapahitriket i Indonesien och utnämner Gajah Mada till premiärminister, vilket inleder början på rikets tid som stormaktsimperium.

## Födda
- 29 september – Johanna av Kent, prinsessa av Wales.
- 25 november – Benedictus XIII, född Pedro Martínez de Luna, motpåve 1394–1417.

## Avlidna
- 1 februari – Karl IV, kung av Frankrike sedan 1322.
- 16 november – Prins Hisaaki shogun av Japan.